# Moreçac
Moressac (francès Mauressac) és un municipi francès del department de l'Alta Garona, a la regió Occitània.